# Elizabeth Åsjord Sire
Elizabeth Åsjord Sire (nascida a 11 de novembro de 1995) é uma política norueguesa do Partido Conservador.
Ela serviu como vice-representante de Jonny Finstad no Parlamento da Noruega por Nordland durante o mandato de 2017 – 2021. Natural de Svolvær, ela tem sido um membro do conselho central dos jovens conservadores noruegueses.